# Dan Na Ambassagou
Dan Na Ambassagou ou Dan Nan Amassagou (dogon: "caçadores que confiam em Deus") é um grupo miliciano de caçadores dogons, fundado em 2016 no Mali.
A milícia foi organizada para defender as comunidades dogons contra ataques, o que levou a vários conflitos com membros da comunidade peúle. Eles acusam os fula (ou peúles) de simpatizarem-se ou de proteger militantes islamistas em suas aldeias.

## História

### Fundação
Dan Na Ambassagou foi fundado no Mali entre outubro de 2016 ou dezembro de 2016, após o assassinato de Theodore Somboro, que na época liderava a sociedade dos caçadores dogons. No entanto, torna-se público durante o ano de 2018 num contexto de violência comunitária entre peúles e dogons.

### Organização, efetivos e comando
O grupo reúne os caçadores tradicionais dozos da comunidade dogon. É particularmente ativo no Cercle de Koro, mas também está bastante presente no Cercle de Bankass, no Cercle de Douentza e no Cercle de Bandiagara. O presidente do movimento é David Tembiné. O chefe do braço militar é Youssouf Toloba, um ex-membro do Ganda Koy e Ganda Izo. Surgem querelas, no entanto, dentro do grupo e em 2018 a ala liderada por Youssouf Toloba reconhece outro líder político: o capitão Mamadou Goudienkilé, que é designado como presidente da coordenação nacional do movimento. O grupo reivindica possuir várias centenas de combatentes. Em dezembro de 2018, Youssouf Toloba afirma que Dan na Amassagou tem 5.000 homens e possui 30 campos de treinamento.
Em fevereiro de 2018, Dan Na Ambassagou formou uma coalizão com várias outras milícias no centro de Mali chamada de “Coordenação dos Movimentos Signatários e Grupos de Autodefesa do Centro” (em francês:  Coordination des mouvements signataires et groupes d’autodéfense du centre) para participar do processo de desarmamento. No entanto, por não estarem incluídos no Acordo de Argel de 2015, esses grupos não se beneficiam dos subsídios do desarmamento financiados pelas Nações Unidas.

### Relações com o governo do Mali

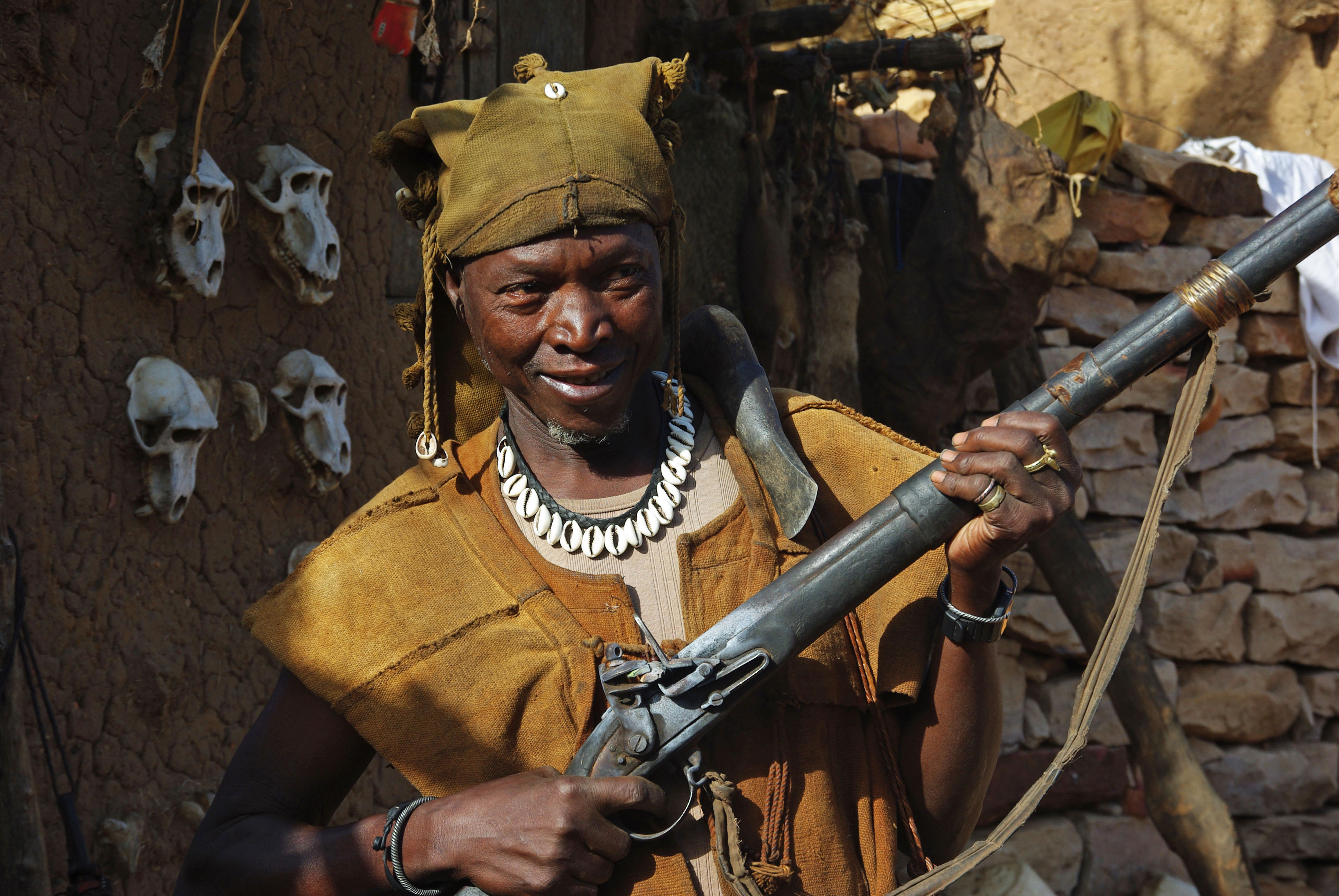
Um caçador dozo do povo dogon, 2010.

Em 7 de julho de 2018, o exército do Mali tentou, sem sucesso, desarmar a milícia em Kanou Kombolé. David Tembiné então declara: "Se o Estado quer desarmar, deve assumir suas responsabilidades e garantir antecipadamente a segurança". Em 8 de julho, o grupo declara que quer "expulsar todos os representantes do Estado no País Dogon".
O governo maliano é suspeito de ter prestado apoio à milícia. Segundo um relatório publicado em 20 de novembro de 2018 pela Federação Internacional de Direitos Humanos (FIDH) e pela Associação Maliana dos Direitos Humanos (ADMH) "Numerosos testemunhos e indivíduos bem informados relatam um apoio logístico e financeiro dado aos donzos pelo governo do Mali ou pelo menos por alguns de seus membros. [...] Embora as ligações entre o governo e as milícias dogons permaneçam não comprovadas, é plausível que os donzos foram inicialmente utilizados pelas Forças Armadas do Mali, como batedores ou informantes, antes de participarem mais ativamente dos combates – com ou sem a aprovação do Estado Maior militar. Também parece provável que gozem de uma certa liberdade de movimento, até mesmo uma cumplicidade por parte do exército maliano. Diversas testemunhas dizem que viram donzos conduzindo operações militares ao lado das Forças Armadas do Mali.
Dan na Amassagou reconhece a autoridade do governo maliano e implanta a bandeira nacional do Mali nas aldeias onde está presente.
Em 28 de agosto de 2018, um novo acordo de paz foi assinado no cercle de Koro por 34 chefes de aldeia das comunidades peúles e dogons, mas é imediatamente rejeitado pela ala militar do Dan na Amassagou, que repudia ala política do movimento.
Em setembro de 2018, o Centre for Humanitarian Dialogue negociou um cessar-fogo unilateral com o Dan Na Ambassagou "no contexto do conflito que opõe o grupo a outros grupos armados comunitários no centro de Mali". Em 27 de setembro de 2018, Youssouf Toloba assina um acordo de cessar-fogo. No dia 2 de outubro, a ala militar do Dan na Amassagou compromete-se a depor as armas durante uma visita do primeiro-ministro maliano Soumeylou Boubèye Maïga a Mopti. Mas em 21 de novembro, Moussa Togoun, um líder do braço militar liderado por Youssouf Toloba anuncia que o Dan na Amassagou rompeu o cessar-fogo, o que é condenado por David Tembiné, o chefe do braço político. Em dezembro, Youssouf Toloba nega, no entanto, ter rompido o cessar-fogo.
A partir de 2018, Dan na Amassagou é acusado por várias associações de direitos humanos e associações comunitárias de abusos e massacres contra comunidades peúles, o que o grupo nega.
O grupo esteve envolvido em vários ataques em 2018. Obteve, entretanto, ampla atenção após os ataques de março de 2019 contra pastores peúles, dos quais foram acusados de serem os perpetradores. O grupo negou o ataque.
Em 24 de março de 2019, o governo maliano ordenou a dissolução do Dan na Amassagou, acusado de ser responsável pelo Massacre de Ogossagou. No entanto, Dan na Amassagou anuncia recusar a dissolução.